# Apprésentation
L'apprésentation est un concept de philosophie phénoménologique qui désigne la faculté intentionnelle-noétique, par laquelle la conscience se représente des données médiates, qu'elle reconstitue par conséquent abductivement[Quoi ?].

## Concept
L'apprésentation est un concept créé par Edmund Husserl dans le cadre de sa phénoménologie. Le terme désigne la représentation par la conscience de données reconstruites abductivement, comme les actes de conscience d'autrui, ses états d'âme, ses intentions autres[source insuffisante]. Husserl écrit : « Je ne puis pas me transposer à proprement parler à l'intérieur d'autrui, mais je peux simplement me représenter ce que je ressentirais si j'étais comme lui ».
L'apprésentation fonctionne par une « saisie analogisante ». Il y a un « transfert aperceptif issu de [l]a chair ».
L'apprésentation est un accès à l'autre comme autre. L'apprésentation n'est pas un souvenir. 